# Logistics Combat Element
Il Logistics Combat Element (LCE) è, nella Marine Air-Ground Task Force (MAGTF) (ovvero la struttura organizzativa per lo schieramento delle unità militari del Corpo dei Marines) la componente che ha la responsabilità di fornire supporto logistico. Esso fornisce attrezzature e personale per mantenere il funzionamento logistico del MAGTF.

## Organizzazione
Il MAGTF (Marine Air-Ground Task Force) è la struttura base per lo schieramento delle unità Marine, è una struttura flessibile di dimensione variabile. La struttura della MAGTF riflette la forte tradizione del corpo riguardo l'auto-sufficienza, organizzata in modo tale da unificare le varie armi (terrestre, aerea e logistica), tutti assetti essenziali per una forza di spedizione, spesso chiamata ad agire con indipendenza, con discrezione, in situazione di durata limitata.
Le quattro componenti chiave di una Marine Air-Ground Task Force sono: 
- Comand Element (CE): unità comando, che dirige gli altri elementi.
- Ground Combat Element (GCE): (componente terrestre), che normalmente comprende fanteria, supportata da mezzi e unità corazzate (carri armati), e artiglieria, che possono anche includere unità speciali come battaglioni da ricognizione o cecchini.
- Aviation Combat Element (ACE) (componente aerea), che fornisce supporto aereo alla MAGTF. L'ACE comprende tutti i velivoli (ad ala fissa ed elicotteri), i loro piloti e il personale di manutenzione, e quelle unità necessarie al comando e al controllo aereo.
- Logistic Combat Element (LCE) (componente logistica), che comprende tutte le unità di supporto logistico per la MAGTF.

Il LCE fornisce tutte le funzioni di supporto logistico alle unità delle Ground Combat Element e Aviation Combat Element. Le sue funzioni includono: trasmissioni, genio militare, trasporti motorizzati, sanità, rifornimenti, manutenzione, consegna aerea e supporto allo sbarco.
La dimensione della LCE varia in proporzione della dimensione della MAGTF, a seconda se si tratta di una Marine Expeditionary Force (MEF), una Marine Expeditionary Brigade (MEB) o Marine Expeditionary Unit (MEU).